# Rivka Keren
Rivka Keren, nacida Katalin Friedländer, (Debrecen, 24 de julio de 1946) es una escritora y pintora húngara.

## Trayectoria
Emigró con sus padres y su hermano pequeño a Israel en 1957. Pinta desde la infancia y también escribe primero en húngaro y luego en hebreo. Realizó estudios de arte en Jerusalén y Nueva York y de filosofía, literatura y psicología en la Universidad Bar Ilan. Se graduó en la Universidad de Tel Aviv en psicología clínica.
Ha trabajado como bibliotecaria, terapeuta de arte y psicóloga clínica y ha expuesto sus cuadros en varios países. Ha publicado literatura infantil y juvenil, novelas, cuentos, traducciones y ha sido incluida en numerosas antologías. Algunos de sus libros y cuentos han sido traducidos al alemán, inglés, español, ruso, húngaro, braille y grabados en disco. Es miembro de PEN Club Internacional, ACUM e IPA. Como pintora, ha expuesto sus cuadros en varios países.
Sus primeros libros describen sus experiencias como única niña judía en su escuela, el ambiente en un país del Telón de Acero y los preparativos secretos de su familia para emigrar. Pero su obra trata mayoritariamente temas como el destino, la memoria, la identidad, el misterio del amor y el mal y el dualismo de los inmigrantes. La escritura de Keren tiene varias capas y no es lineal. Los personajes deambulan en un limbo entre el bien y el mal, el amor y el odio, la cordura y la locura, mientras su estado de ánimo se analiza meticulosamente. Su búsqueda de pertenencia, de raíces y, sobre todo, de la verdad y el propósito los conducen a sus objetivos a través del sufrimiento y las duras experiencias. Las novelas que examinan a los personajes frente al agujero negro del Holocausto fueron superventas y objeto de mucha controversia entre los críticos. En sus escritos, Keren, como segunda generación de supervivientes del Holocausto, representa la agitación y el conflicto constantes en la existencia de las personas migrantes, su dolor y alienación, pero también su absorción y éxito. Sus novelas son un estudio de la naturaleza humana, la destructividad del mal y la venganza y el poder de la esperanza y el amor.

## Obra
- Ruthi Shmuti – (infantil) Masada, Tel Aviv, 1970
- Kati, a Young Girl's Diary – novela biográfica (juvenil) Am Oved, Tel Aviv, 1974
- Wild Lili – (juvenil) ilustrado por la autora, Sifriat Poalim, Tel Aviv, 1978
- The Journey of the Dwarfs Tik and Tak  – (infantil) Masada, 1980
- Nufar, the Story of a Seagull – (infantil) Masada, 1981
- The Story of the Patriarchs – 4 libros y casetes de audio (infantil y juvenil), Masada, Tel Aviv, 1982
- Sad Summer, Happy Summer – (juvenil), Shoken, Tel Aviv, 1986
- The Taste of Honey – (novela) Am Oved, Sifria Laam Series, Tel Aviv, 1990
- Mortal Love – (novela) Am Oved, Sifria Laam Series, Tel Aviv, 1992
- Anatomy of a Revenge – (novela) Am Oved, Sifria Laam Series, Tel Aviv, 1993
- Tita and the Satan – (novela) Hakibutz Hameuchad, Hasifria Hachadasha Series, Tel Aviv, 1995
- Mortal Love – (novela) London, YouWriteOn, 2008 (en inglés)
- Outrage – (novela) Agam Publishing House, Hanamal series, 2010 (en hebreo)

## Reconocimientos
- 1970 – Mención de Honor del jurado del Yatziv Literary Award, Israel
- 1972 - Keren Hayesod Award de Literatura, Israel
- 1974 - Nordau Award de Literatura, Israel
- 1975 - Lamdan Prize de Literatura Infantil y Juvenil, Israel
- 1976 - Ramat-Gan Award de Literatura, Israel
- 1986 - Zeev Award de Literatura Infantil, Israel
- 1995 - premio literario otorgado por el Municipio de Holon, Israel
- 2000 - Premio de Honor del Gobierno de Austria a la Literatura Juvenil e Infantil, Austria